# 四川省沙坪劳动教养管理所

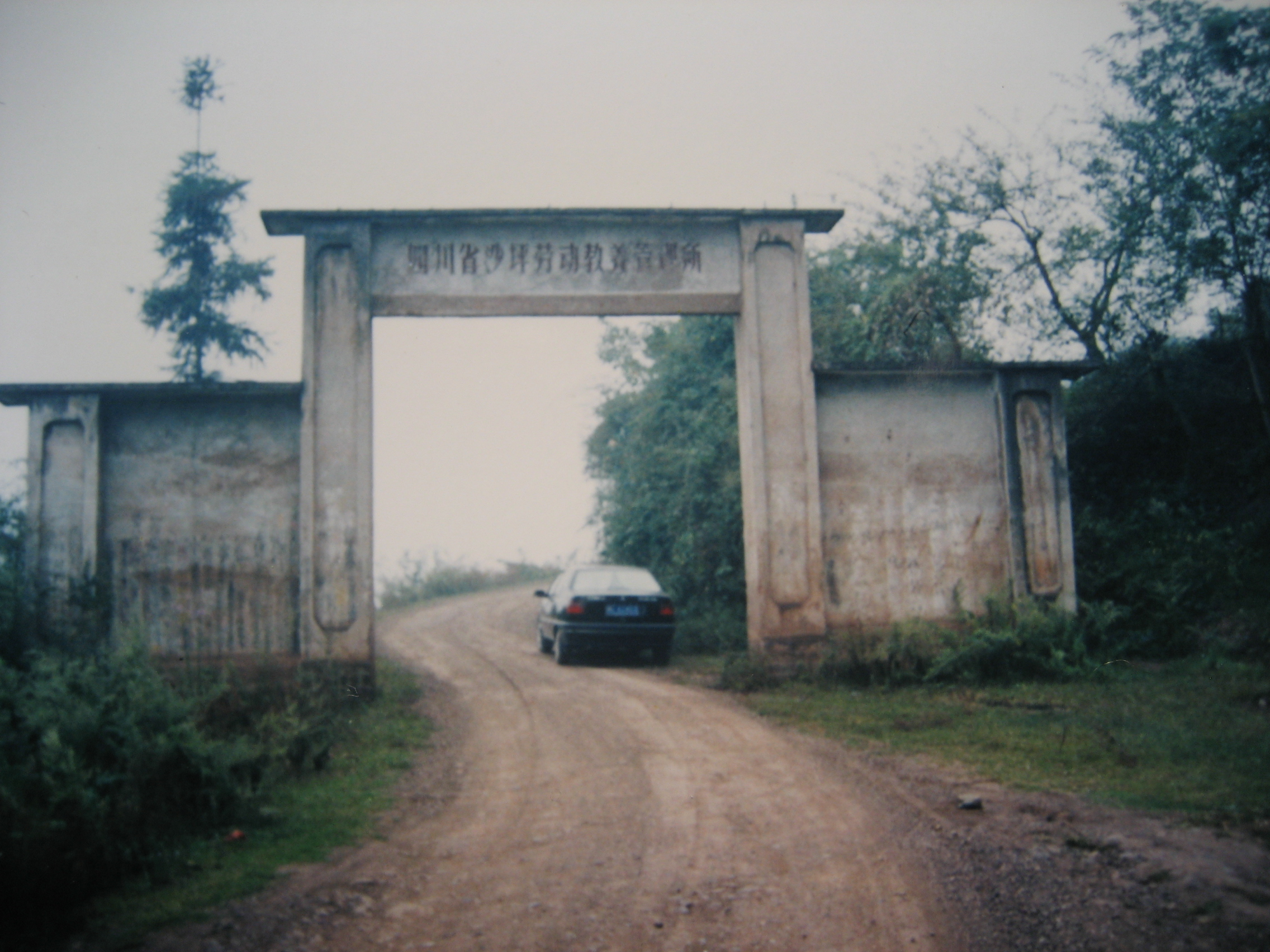
劳教所大门

四川省沙坪劳动教养管理所是一所始建于1955年的劳动教养管理所，2008年更名为四川省眉山强制隔离戒毒所，位于四川省眉山市东坡区，隶属于四川省戒毒管理局。沙坪劳动教养管理所被认为是毛泽东时代中国大陆的“五大劳教营”之一，1957年“反右运动”开始后，上万名“右派”分子受迫害在此接受劳动教养。其中，该所下属的大堡作业区曾收押了被劳教的数千名儿童，三年大饥荒期间约有2600多名青少年劳教犯丧命于此。截止至2012年，该所前后共接收过70000余名劳教人员，中国大陆的劳教制度于2013年被正式废除。

## 劳教所历史

### 毛泽东时代
四川省沙坪劳动教养管理所创建于1955年11月，是中华人民共和国建立最早、规模最大的劳动教养管理所之一。该被认为是毛泽东时代中国大陆的“五大劳教营”之一。
1957年，四川省监狱系统派两名干部，勘察设劳改农场的地点。他们选中了海拔2000-4500米的高寒的小凉山区域，前有汹涌的大渡河谷、后有原始森林的峨边县。农场设在峨边县彝族自治县政府所在地沙坪镇附近高山上，原来没有简易公路，运送物资全靠人力肩挑背扛或架车拉，民间素有上山30里下山24里之说。农场全称为“四川省地方国营沙坪农场”。沙坪农场又建成沙坪茶场和沙坪建华水泥厂。再后来又更名为“四川省沙坪劳动教养管理所”。
1957年“反右运动”开始后，上万名“右派”分子受迫害在此接受劳教，期间中国大陆发生三年大饥荒。1961年陆续解除劳教，1962年大堡作业区撤销。沙坪茶场中受劳教的一万多人，最后幸存下来仅四千余人，包括2600多名未成年“小劳教”在内的大批劳教犯丧命于此。

### 改革开放后
2006年2月，场所主体迁建至眉山市东坡区。原沙坪茶场财产仍由监狱系统持有，直至2017年成立茗新村，由新林镇下辖。
2008年8月，经四川省编委批准，加挂“四川省眉山强制隔离戒毒所”牌子，隶属于四川省戒毒管理局，全所下设科、处、室、大队27个，主要收容四川省乐山市、凉山彝族自治州、眉山市、成都市的劳教人员及强制隔离戒毒人员。截止至2012年，该所曾接收过约70000余名劳教人员，数以千计的狱警曾在此工作。
2013年12月28日，第十二届全国人大常委会第六次会议通过了《关于废止有关劳动教养法律规定的决定》，废除了在中国大陆存在56年的劳教制度。

## 大堡小劳教

### 启用
1957年末，四川省公安机关对全四川省流浪在街头，或者有轻微违法行为的未成年人，处以劳动教养。这是向苏联学习而来的未成年人收容教养制度。
1958年大跃进开始后，城市公安系统纷纷提出各种“放卫星”式口号及做法。自1958年起，来自四川省各地的数千名被处以劳动教养的儿童陆续被送至位于峨边县的原始森林中的“四川省地方国营沙坪农场大堡作业区”，这些儿童最大的17岁，最小的9岁。大堡作业区是沙坪农场专门为未成年人设的分部，大堡作业区的房屋尚未盖好时，这些未成年人暂时在沙坪农场接受劳教。从1949年以前的峨边县县城大堡镇到大堡作业区有二十多里不通车，儿童们只好在押送下经过数小时步行抵达大堡作业区。
大堡作业区分为五个中队，分布在一条数十里的官料河大堡段的两岸，其中五中队最为偏远。每个中队大约有400名小劳教，分成五个组。除三名管教干部之外，各组组长、医生、教师等均由在沙坪农场接受劳教的“右派”分子充任。小劳教和接受劳改的少年犯混在一起，并无区别，二者惟一的区别是劳改有刑期，劳教没有期限。
每个组住在一栋茅草屋内，四周围以土墙，七、八十个儿童睡在一个大通铺上。大通铺白天当作教室，每一段为一个年级，教师们各占用一段，给儿童讲课。每个儿童都发了铅笔及练习本。上完半天课，便是半天的“劳动锻炼”，每个儿童发一把锄头进行开荒。开荒本有定额，但很多儿童的身高还不及锄头高，举起锄头人就仰翻在地，即便罚站也无效果，另外这里并不适合发展农业，所以开荒定额只得作废。每个儿童发一件带有编号的劳改服，儿童不会补衣服，所以不过数天便形如乞丐。

### 饥荒
1959年冬，“大跃进”导致的粮食困难爆发。这里的全体人员陷入饥饿。1962年，时任中共重庆市委办公厅副主任兼共青团重庆市委书记廖伯康向中共中央办公厅主任杨尚昆汇报称，从1959年到1962年，四川省城市居民每月口粮21斤，农村居民每日口粮为1至2两大米。沙坪农场及下属的大堡作业区情况更为糟糕。小劳教陈桐均说，“每天吃两顿，每顿一个玉米饼子，掰开一看里头全是野菜，只有外面薄薄一层玉米粉。”儿童们学会辨认油菜、豌豆、胡豆等农作物，将所有种子都挖出吃掉，甚至包括福尔马林泡过、粪水浇灌过的萝卜。孩子们还吞吃老鼠、蟋蟀、蚯蚓、屎壳郎充饥。
1960年六一儿童节前一天，两百多名小劳教一起去大堡镇偷东西。管教干部、当地农民全体出动，枪声大作。当时当地农民也十分饥饿，所以对这些儿童毫不留情。农民也去偷劳教队的粮食，遭到劳教队管教干部殴打。最后，大堡作业区五个中队的队长与火花村的生产队长共同喝酒杀羊，双方约定互不侵犯。
1960年，自成都市来了几位母亲。因为孩子向她们写信说饥饿。她们申请领儿子回家，被管教干部拒绝。最后这些孩子全饿死在大堡作业区。
沙坪农场的“右派”分子大批饿死。大堡作业区的儿童饿死数量也十分惊人。根据林宪君等大堡作业区成年管理人员回忆，大堡作业区关押的儿童约有五、六千人。大堡作业区一位姓蔡的组长称，自己当年逐个登记了死亡儿童，死亡儿童达2600多人。
从1960年起，仅担任组长的“右派”分子林宪君一人埋葬的孩子，累计便已达一百余人。起初每个孩子还有棺材，后来就直接用炕席卷起尸体埋葬，尸体身上的衣服全部被扒下与当地农民换粮食，儿童的尸体都是赤裸下葬。坟墓基本没有标记，后来许多家长来大堡作业区寻找孩子的遗体，找不到只好对着森林哭泣。

### 关闭
1961年，大堡作业区崩溃。中国人民解放军上山将这些濒临死亡的“小劳教”背下山，转送至周边县城粮食较充足的劳改工厂休养。这些儿童都在床上躺了半年至一年才得以恢复体力。海拔最高的五中队死亡人数最多，一名医生因怕追究责任而喝碘酒自杀身亡。沙坪农场场长被判处有期徒刑十五年。
幸存的“小劳教”经过休养后，大多留在这些劳改工厂就业，或被派回沙坪茶场。沙坪农场因为实在不适合种粮食，所以改种茶，名字改为“沙坪茶场”。1962年左右，这些儿童相继被解除劳教，成为正式职工，一年仅有一次回家机会。

### 后续
文化大革命期间，1970年代中期，劳改犯日益增多，监狱需转移人口，故将这批小劳教遣返回原籍。因曾有“劳教犯”的身份，他们被国营工厂拒绝接收，不少人去了街道工厂的运输队，依靠背水泥预制板的高强度劳动维持生活。
21世纪初，重庆市的大堡作业区幸存者每个月举行一次聚会，大家一起喝茶、摆龙门阵、哭泣。
导演谢贻卉拍摄了纪录片《大堡小劳教》，时长104分钟。2013年5月，该纪录片在香港、台湾公映，半个月之后在腾讯、凤凰网等中国大陆门户网站播出，但很快被删了。